# Трюффад
Трюффад (от фр. Truffade) — традиционное сельское блюдо в Оверни во Франции из тонко нарезанного картофеля, который медленно приготовлен в гусином жире до мягкости, а затем смешан с тонкими полосками овернского сыра Канталь или Салерс. Подаётся с зелёным зимним салатом, его часто сопровождает фермерская ветчина. Блюдо особенно популярно в департаменте Канталь.

## Этимология
Truffade — это французское написание окситанского слова trufada. Корень этого слова — trufa или trufla или даже trufét, что на французском языке означает «трюфель», и «картофель» в Оверни на окситанском языке.
Когда испанцы привезли картофель в Италию в XVI веке, в северные диалекты Италии близкие к окситанскому, он вошёл как taratoufli или tartufoli («маленькие трюфели», уменьшительное от tartufo, truffe) из-за сходства картофеля с белым трюфелем.

## Приготовление
Картофель нарезать тонкими ломтиками и обжарить до мягкости в чугунном казанке, в котором предварительно растопили бекон или жир. Приправить солью и перцем. Когда картофель сварится, выключить огонь, добавить нарезанный соломкой сыр и дать ему растаять при контакте с горячим картофелем. Можно посыпать петрушкой и добавить чеснок. Затем блюдо перемешивают в течение пяти минут, все перекладывают в предварительно разогретую посуду и едят его в сопровождении колбасных изделий с местной фермы.

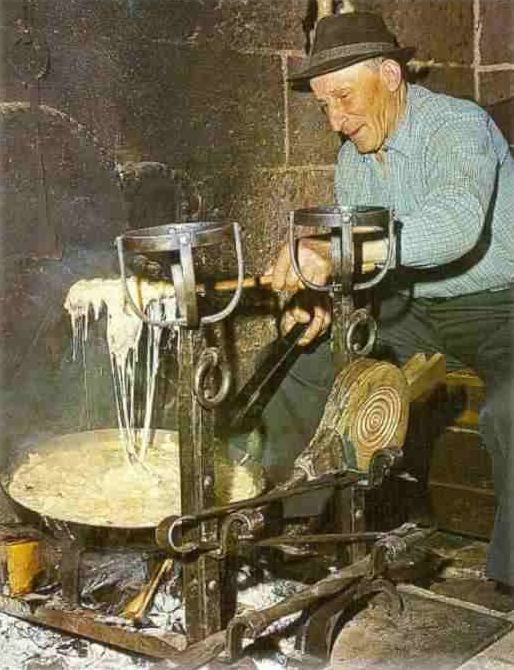
Энергично перемешиваем, пока сыр не растает
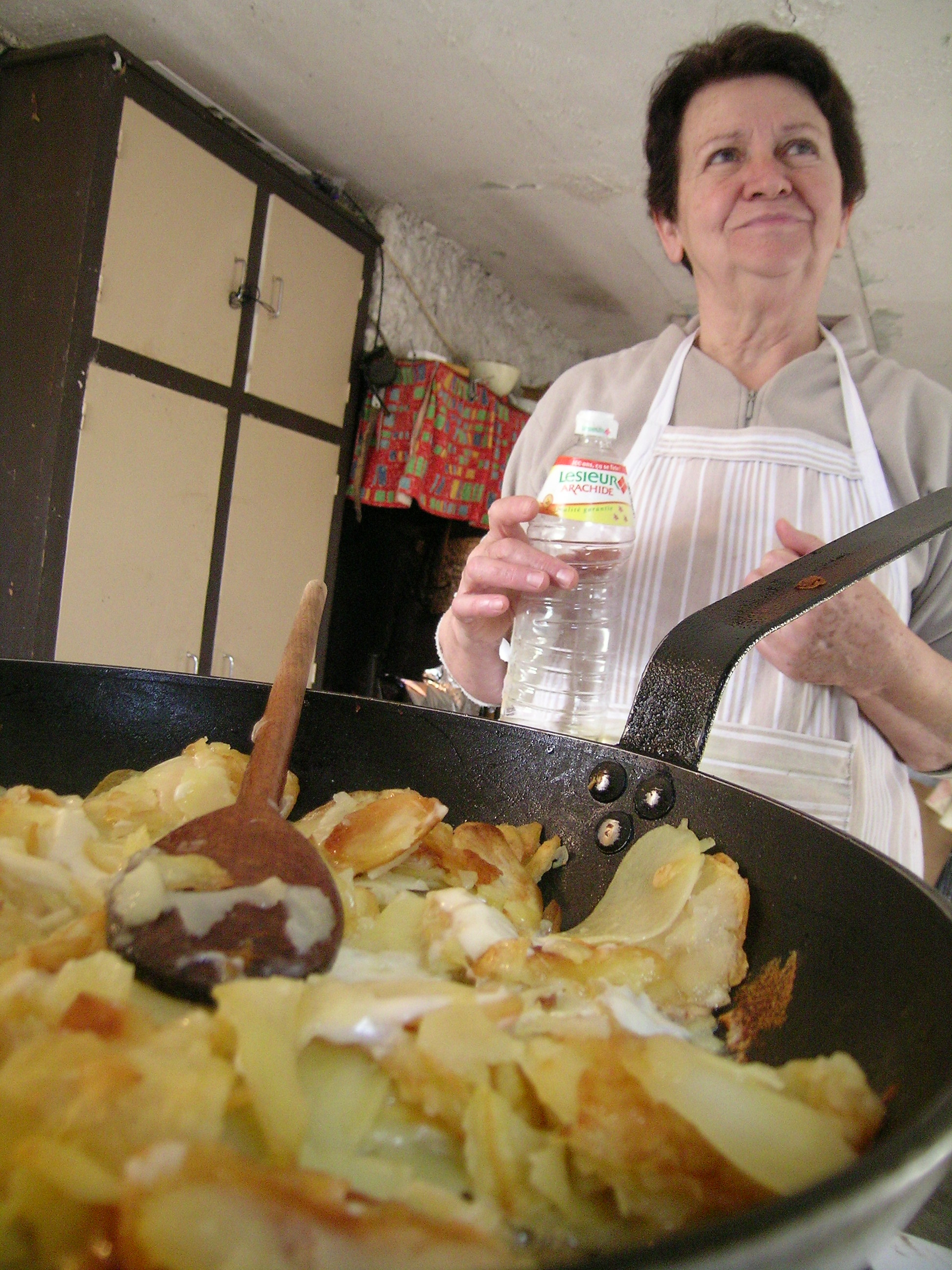
Традиционный Truffade